# Брийак
Брийа́к (фр. Brillac) — коммуна во Франции, находится в регионе Пуату — Шаранта. Департамент — Шаранта. Входит в состав кантона Конфолан-Сюд. Округ коммуны — Конфолан.
Код INSEE коммуны — 16065.
Коммуна расположена приблизительно в 340 км к югу от Парижа, в 70 км юго-восточнее Пуатье, в 70 км к северо-востоку от Ангулема.

## Население
Население коммуны на 2008 год составляло 638 человек.
| 1962 | 1968 | 1975 | 1982 | 1990 | 1999 | 2008 |
| ---- | ---- | ---- | ---- | ---- | ---- | ---- |
| 953  | 881  | 786  | 679  | 613  | 664  | 638  |

## Администрация
| Период | Период | Фамилия        | Партия       | Примечания |
| ------ | ------ | -------------- | ------------ | ---------- |
| 2001   | 2008   | Робер Готье    |              |            |
| 2008   | 2014   | Джекки Мартино | беспартийный | врач       |

## Экономика
В 2007 году среди 343 человек в трудоспособном возрасте (15—64 лет) 206 были экономически активными, 137 — неактивными (показатель активности — 60,1 %, в 1999 году было 61,3 %). Из 206 активных работали 181 человек (106 мужчин и 75 женщин), безработных было 25 (11 мужчин и 14 женщин). Среди 137 неактивных 14 человек были учениками или студентами, 62 — пенсионерами, 61 были неактивными по другим причинам.

## Достопримечательности
- Приходская церковь Сен-Пьер[фр.] (XII век). Исторический памятник с 2001 года[3]
  - Две деревянные статуи: Богоматерь и Св. Иоанн Креститель (XVII век). Высота — 75 см. Исторический памятник с 1995 года[4]
  - Деревянная статуя «Мадонна с младенцем» (XVI век). Высота — 163 см. Исторический памятник с 2004 года[5]
  - Статуя «Младенец Иисус, лежащий в яслях» (XIX век). Исторический памятник с 2004 года[6]
  - 4 статуи-дарохранительницы: Иисус, Св. Бенедикт, Св. Иоанн, Св. Тереза из Авилы (XVIII век). Высота — 48 см. Исторический памятник с 1995 года[7]
- Замок Брийак[фр.]. Неоднократно разрушался
- Старый мост Бино через реку Иссуар[фр.], соединяющий Брийак и Эс

## Фотогалерея
- Церковь Сен-Пьер
- Мост Бино
- Источник
- Шато Брийак
- Магазины